# EXist
eXist — СУБД с открытым исходным кодом, полностью основанная на технологии XML. В отличие от большинства систем управления базами данных, eXist использует XQuery и XSLT, языки, которые являются рекомендацией консорциума W3C.